# Bioxylus barclayi
Bioxylus barclayi – gatunek chrząszcza z rodziny goleńczykowatych i podrodziny Melasinae.

## Taksonomia
Gatunek ten opisany został po raz pierwszy w 2016 roku przez Roberta L. Otto. Opisu dokonano na podstawie trzech okazów odłowionych w 2012 roku na laotańskiej górze Phou Pan. Epitet gatunkowy nadano na cześć Maxa Barclaya.

## Morfologia
Chrząszcz o walcowatym, wydłużonym ciele długości od 5 do 6 mm i szerokości od 1,5 do 2 mm. Ubarwienie ma czarne z rudobrązowymi: przednim brzegiem przedplecza, pokrywami i odnóżami. Wierzch i spód ciała porastają krótkie, położone szczecinki żółtawej barwy. Niemal kulista głowa ma wypukłe czoło z okrągłymi dołkami. Szerokość rejonu czołowo-nadustkowego jest większa od dwukrotności rozstawu panewek czułkowych, a jego przednia krawędź jest lekko trójpłatowa. Przysadziste żuwaczki mają gęsto punktowaną i pomarszczoną powierzchnię oraz zaopatrzone są w dwa zęby każda. Czułki u samca sięgają do ⅔ długości ciała, zaś u samicy są krótsze i grubsze. Człony czułków od szóstego do dziesiątego są piłkowane. Przedplecze jest tak długie jak szerokie; boki ma w przedniej ⅓ długości zbieżne ku głowie, a dalej równoległe, kąty tylne ostre i rozbieżne, a krawędź nasadową falistą. Powierzchnia przedplecza jest matowa, pomarszczona do ziarnistej, pośrodku wypukła z płytkim, podłużnym rowkiem przez całą długość. Podgięcia przedplecza pozbawione są rowków na czułki. Kształt błyszczącej tarczki jest pociągły, prawie trójkątny z zaokrąglonym tylnym wierzchołkiem. Pokrywy mają wyraźne rzędy i gęsto punktowane międzyrzędy. Odnóża środkowej i tylnej pary mają pierwszy człon stopy tak długi jak pozostałe jej człony razem wzięte. Na powierzchniach bocznych goleni środkowej i tylnej pary występują jedynie szczecinki. Pazurki są niezmodyfikowane. Episternity zatułowia są rozszerzone ku tyłowi. Odwłok cechuje silnie wyciągnięty ostatni z tergitów.

## Ekologia i występowanie
Owad orientalny, znany jedynie z miejsca typowego w prowincji Houaphan w północno-wschodnim Laosie. Bardzo rzadko znajdowany. Zasiedla tropikalny liściasty las górski. Spotkano go na rzędnych 1300–1900 m n.p.m..